# Observatoire de Sonnenborgh
Observatoire Sonnenborgh (en néerlandais : Museum Sterrenwacht Sonnenborgh; Sonnenborgh museum & sterrenwacht), code d'observatoire 015, est un observatoire et musée astronomique ouvert au public, situé à Utrecht, aux Pays-Bas. Il est fondé par Christoph Buys Ballot en 1853 en tant qu’observatoire universitaire de l’Université d’Utrecht. De 1854 à 1897, il est le premier lieu de résidence de l’Institut royal de météorologie des Pays-Bas . 